# Lhasa apso
Lhasa apso – jedna z ras psów zaklasyfikowana do sekcji psów tybetańskich.  Grupa 9: Psy ozdobne i do towarzystwa. Bez prób pracy.
lhasa apso przez wieki był uznawany za rzadki i niezwykły skarb Tybetu. Psy te były otaczane czcią i szacunkiem. Wierzono, że przynoszą szczęście. lhasa apso miały być kolejnym wcieleniem zmarłych mnichów. Dawniej przebywały wyłącznie w świątyniach buddyjskich i w rękach arystokracji. Nie można było ich sprzedać ani kupić. Mogły być przekazane jako dar w dowód uznania i wdzięczności.  
lhasa apso do Europy trafiły dopiero w 1928 r. wraz z angielskim pułkownikiem Baileya'em, który otrzymał psy od jednej z tybetańskich świątyń. W 1933 r. powstał klub rasy, a rok później została ona uznana przez Kennel Club i od tego momentu można mówić o planowej hodowli tych psów na obszarach Wielkiej Brytanii.  
W Polsce lhasa apso jest rasą rzadką i jeszcze mało znaną. Pierwsze osobniki hodowlane dotarły do Polski w roku 1982, ale pierwszy odnotowany Lhasa apso pojawił się w Polsce w latach 70. Przywiozła go Wanda Rutkiewicz z Nepalu. Nazywał się Yeti.  

## Zachowanie i charakter
Pies wesoły, odważny  o przyjacielskim, stanowczym charakterze. Bardzo inteligentny i pełen życia. Szybko się uczy, ale bywa uparty  i pewny siebie. Bywa nieufny wobec obcych. W domu spokojny i niehałaśliwy, jednak kiedy trzeba – czujny, szczeka na alarm. Towarzyski i przyjazny w stosunku do ludzi, a także zwierząt. Lubi koty. 

## Szata i umaszczenie

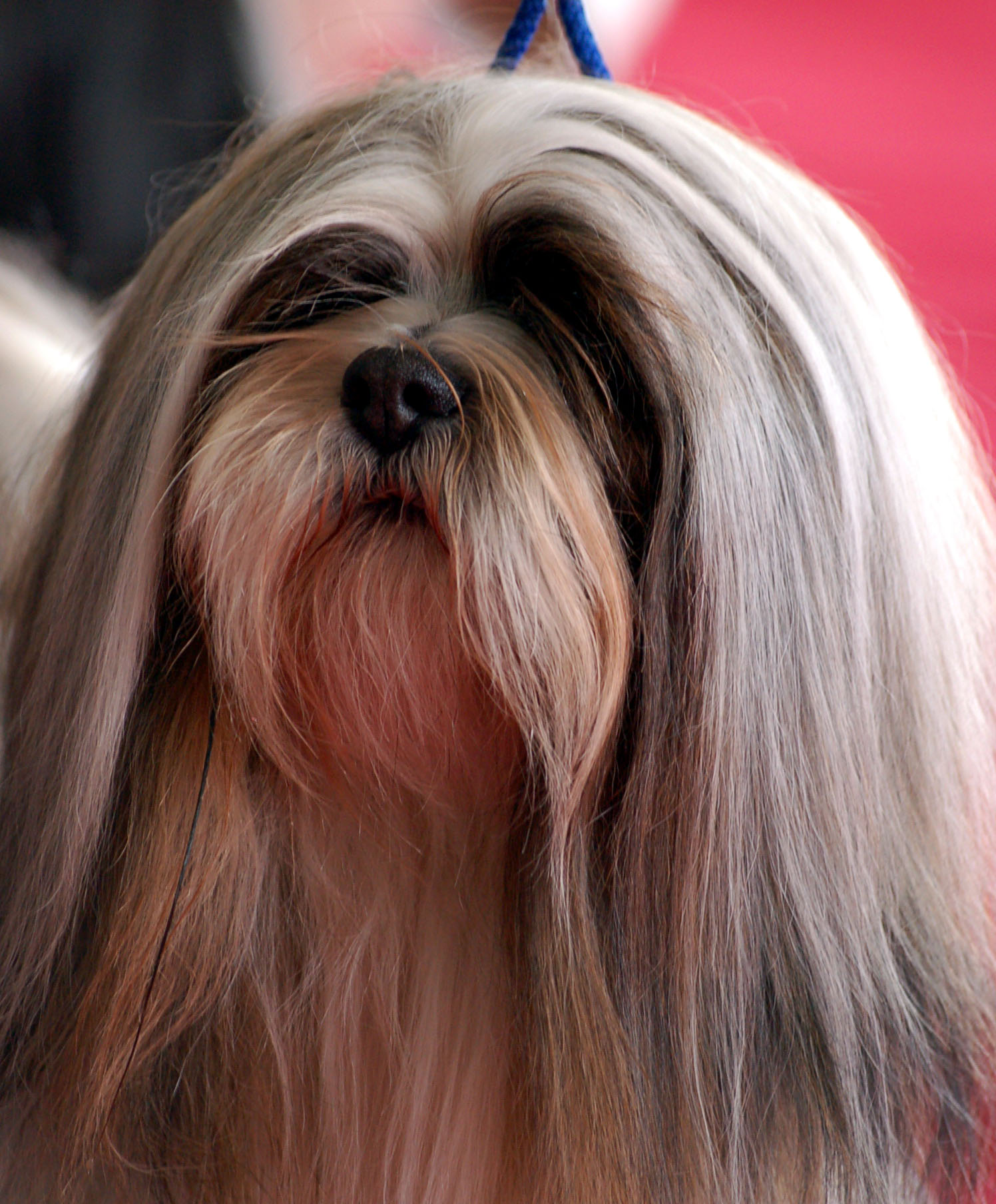
Głowa lhasa apso

Włos długi (można obcinać do wybranej długości), o umaszczeniu dowolnym. Spotykane są także osobniki o każdej barwie włosa, od białej po czarną, także podpalane, łaciate i pręgowane. Najbardziej cenna i poszukiwana jest szata rudo-złota w kolorze lwa. 

## Utrzymanie
Bujne włosie wymaga systematycznej pielęgnacji, poza tym niewymagający. Dobrze nadaje się do trzymania w mieszkaniu, ale ceni sobie też ruch na wolnej przestrzeni. Dodatkowym plusem jest to, że nie linieje, bo ma sierść bez podszerstka.